# Chantal Chaudé de Silans
Chantal Chaudé de Silans est une joueuse d'échecs française, grand maître féminin honoraire, née le 9 mars 1919 à Versailles et morte le 6 septembre 2001 à Grasse.

## Biographie et carrière
Elle apprend à jouer à l'âge de 9 ans avec son père le baron de Silans, bon amateur. En 1936, elle remporte à 17 ans le championnat de France féminin.
En 1939, elle épouse Bernard Chaudé qu'elle suit au Maroc devant l'avance allemande. Ils reviennent en France en 1942 et s'engagent dans les réseaux de la Résistance. En 1949, elle représente la France au tournoi de Moscou qui doit désigner la championne du monde pour succéder à Vera Menchik. Elle est en tête du tournoi après la 12e ronde mais, fatiguée, elle ne marque que 2,5 points dans les quatre dernières parties et termine 5e sur 16.
Malgré le temps qu'elle consacre à ses quatre enfants, elle participe à nouveau aux championnats du monde de 1952 (Moscou), de 1955 (Moscou) et de 1960 (Vrnjačka Banja) où elle termine respectivement 8e, 10e et 12e. Elle fait partie de l'équipe de France à l'Olympiade de Dubrovnik en 1950. Elle est la première femme à participer à cette compétition.
Elle obtient la 3e place au Championnat de France d'échecs mixte en 1951.
En 1970, elle prend la direction du Cercle Caïssa à Paris qu'elle anime pendant 30 ans et où une génération de jeunes talents, parmi lesquels les anciens champions de France Joël Lautier ou Manuel Apicella, est formée.
En 1993, à l'âge de 74 ans soit 57 ans après son 1er titre, elle obtient la 6e place au championnat de France d'échecs.

## Sources
- Biographie et photos sur heritageechecsfra.free.fr
- « La muse vit casée sur l'échiquier. Chantal Saudé de Silans dirige le plus vieux cercle parisien » sur liberation.fr, 12 janvier 1996
- Ressource relative au jeu :   - Chess Tempo